# Elizabeth Harcourt, Countess Harcourt
Elizabeth Harcourt, Countess Harcourt, född 1747, död 1826, var en engelsk hovfunktionär.
Hon var dotter till George Venables-Vernon, 1st Baron Vernon (1709–1780) och Martha Harcourt (1715–1794), och gifte sig 1765 med George Harcourt, 2nd Earl Harcourt (1736–1809). 
Hon var hovdam (lady of the Bedchamber) till Storbritanniens drottning Charlotte av Mecklenburg-Strelitz 1784–1817. Hon är känd som en av drottningens favorithovdamer och tillhörde dennas privata vänkrets: kungaparet besökte ofta henne och hennes make som privatgäster. En del av hennes korrespondens med drottningen och andra medlemmar av kungafamiljen är bevarade och en källa till forskning.